# Campionat d'Europa de Superstock 1000
El Campionat d'Europa de Superstock 1000 (oficialment, en anglès, European Superstock 1000 Championship), antigament anomenat FIM Superstock 1000 Cup o Superstock 1000 FIM Cup, va ser un campionat de suport del Campionat del Món de Superbike que es va celebrar del 1999 al 2018.
Reconegut per la FIM, el campionat va ser organitzat i promogut amb els mateixos mitjans que el mundial de Superbike per FGSport (anomenat Infront Motor Sports a partir del 2008) fins al 2012, i per Dorna Sports des de la temporada del 2013 fins a la seva cancel·lació.

## Història
Instaurat el 1999 amb rang de campionat d'Europa, a l'octubre del 2004 es va convertir en la Copa FIM de Superstock 1000 (Superstock 1000 FIM Cup), amb rang de FIM Prize. El 2017, el Campionat d'Europa de Superbike FIM CEV es va suspendre i la Copa FIM va passar a anomenar-se Campionat d'Europa de Superstock 1000, tornant al rang de campionat d'Europa. El campionat es va cancel·lar en acabar-se la temporada del 2018.

## Reglamentacions

### Reglamentació tècnica
Les reglamentacions tècniques eren molt semblants a les del Campionat del Món de Superbike, però les motos estaven molt més a prop de les de producció i hi havia una restricció d'edat per als pilots. A les motocicletes del campionat FIM Superstock 1000 se'ls van permetre modificacions més orientades a la seguretat i la supervivència i reparació en cas d'accident que no pas al rendiment, com ara un carenat de silueta de fibra de vidre amb capacitats de retenció de líquids i comandaments manuals i de pedal millorats. A més, es van permetre algunes modificacions de rendiment com ara pastilles i discos de fre, sistemes de transmissió i d'escapament, interiors de forquilla i amortidors posteriors.

### Reglamentació esportiva
En els seus inicis, el campionat estava restringit a pilots d'entre 16 i 24 anys; el límit superior es va elevar a 26 el 2011 i a 28 el 2015.
El sistema de puntuació era el mateix per al campionat de pilots i per al campionat de fabricants, però només la motocicleta més ben classificada de cada fabricant en particular obtenia els punts per a aquest darrer campionat.
| Posició | 1  | 2  | 3  | 4  | 5  | 6  | 7 | 8 | 9 | 10 | 11 | 12 | 13 | 14 | 15 |
| ------- | -- | -- | -- | -- | -- | -- | - | - | - | -- | -- | -- | -- | -- | -- |
| Punts   | 25 | 20 | 16 | 13 | 11 | 10 | 9 | 8 | 7 | 6  | 5  | 4  | 3  | 2  | 1  |

## Llista de campions
| Any  | Pilot                 | Moto                   | Equip                         | Campió de constructors |
| ---- | --------------------- | ---------------------- | ----------------------------- | ---------------------- |
| 1999 | Karl Harris           | Suzuki GSX 750 R       | GR Motosport                  | No atorgat             |
| 2000 | James Ellison         | Honda 900 CBR          | Ten Kate Young Guns           | No atorgat             |
| 2001 | James Ellison         | Suzuki GSX 1000R       | Hi-Peak Crescent Suzuki       | No atorgat             |
| 2002 | Vittorio Iannuzzo     | Suzuki GSX 1000R       | Alstare System Suzuki Italia  | No atorgat             |
| 2003 | Michel Fabrizio       | Suzuki GSX 1000R       | Alstare Suzuki Italia         | No atorgat             |
| 2004 | Lorenzo Alfonsi       | Yamaha YZF-R1          | Italia Lorenzini by Leoni     | No atorgat             |
| 2005 | Didier van Keymeulen  | Yamaha YZF-R1          | Yamaha Motor Germany          | Yamaha                 |
| 2006 | Alessandro Polita     | Suzuki GSXR1000 K6     | Celani Suzuki Italia          | Suzuki                 |
| 2007 | Niccolò Canepa        | Ducati 1098S           | Ducati Xerox Junior Team      | Yamaha                 |
| 2008 | Brendan Roberts       | Ducati 1098R           | Ducati Xerox Junior Team      | Ducati                 |
| 2009 | Xavier Siméon         | Ducati 1098R           | Ducati Xerox Junior Team      | Ducati                 |
| 2010 | Ayrton Badovini       | BMW S1000RR            | BMW Motorrad Italia STK       | BMW                    |
| 2011 | Davide Giugliano      | Ducati 1098R           | Althea Racing                 | Ducati                 |
| 2012 | Sylvain Barrier       | BMW S1000RR            | BMW Motorrad Italia GoldBet   | Kawasaki               |
| 2013 | Sylvain Barrier       | BMW S1000RR            | BMW Motorrad GoldBet STK      | BMW                    |
| 2014 | Leandro Mercado       | Ducati 1199 Panigale R | Barni Racing Team             | Kawasaki               |
| 2015 | Lorenzo Savadori      | Aprilia RSV4 RF        | Nuova M2 Racing               | Aprilia                |
| 2016 | Raffaele De Rosa      | BMW S1000RR            | Althea BMW Racing Team        | Ducati                 |
| 2017 | Michael Ruben Rinaldi | Ducati 1199 Panigale R | Aruba.it Racing – Junior Team | Kawasaki               |
| 2018 | Markus Reiterberger   | BMW S1000RR            | alpha Racing–Van Zon–BMW      | BMW                    |